# Gravity-1
Gravity-1 ou Yinli-1  (chinois : 引力一号) ou YL-1 est un lanceur de moyenne puissance développé par la start-up chinoise OrienSpace dont le premier vol a eu lieu le 11 janvier 2024. Ce lanceur capable de placer 6,5 tonnes sur une orbite basse présente la caractéristique d'utiliser uniquement des étages à propergol solide et d'être le plus puissant des lanceurs de ce type ayant jamais volé. 

## Historique
OrienSpace est une start-up chinoise fondée en 2020 dans le but de développer et commercialiser des lanceurs. Elle bénéficie d'un financement initial de 65 millions US$. En 2022, elle décroche deux nouveaux financements à hauteur respectivement de 47 et 59,9 millions US$, ce qui en fait une des start-up chinoise du domaine disposant du budget le plus confortable. Les locaux de la société sont situés à Yantai dans le (province du Shandong), au nord-est de la Chine. La société dispose de bancs d'essais pour ses moteurs à ergols liquides à Xi'an tandis que les étages à propergol solide sont testés à Pékin. La société choisit de développer un lanceur de moyenne puissance en utilisant 5 exemplaires de l'étage à propergol solide le plus puissant proposé par le spécialiste chinois du domaine AASPT. Cet étage de 2,65 mètres de diamètre est également utilisé par les lanceurs Lijian 1 et Jielong-3.
La société prévoit de développer un lanceur plus puissant (26 tonnes en orbite basse), Gravity-2, qui utilisera un moteur-fusée à ergols liquides d'une poussée de 100 tonnes brûlant un mélange de kérosène et d'oxygène liquide en cours de développement en interne.

## Caractéristiques techniques
La fusée Gravity-1 présente la particularité d'être le lanceur à propergol solide le plus puissant jamais produit. Il peut placer 6,5 tonnes sur orbite basse et 4,2 tonnes sur une orbite héliosynchrone à une altitude de 500 kilomètres. Gravity 1 est une fusée trapue haute de 31,4 mètres pour une masse de 405 tonnes. La fusée comporte quatre étages :
- Le premier étage M1 est constitué par quatre étages à propergol solide de type SP-70 de 2,65 mètres de diamètre et de 10 mètres de long qui entourent le deuxième étage. La poussée au décollage est d'environ 600 tonnes.
- Le deuxième étage M1 est constitué également par un bloc SP-70 mais il dispose d'une tuyère allongée car il fonctionne dans une atmosphère moins dense. Sa poussée est de 255 tonnes dans le vide.
- Le troisième étage M2 est également un étage à propergol solide mais de longueur plus courte que les précédents.
- Le quatrième étage M3 est également un étage à propergol solide mais très court. Il comporte des petits moteurs-fusées à ergols liquides montés à sa périphérie.

Le quatrième étage est encapsulé dans une coiffe de 4,2 mètres de diamètre.
À terme, une évolution du lanceur, Gravity-1A, doit être développée. Elle doit utiliser un étage supérieur brûlant les ergols liquides LOX et kérosène.

## Base de lancement
La fusée décolle depuis un bateau spécialement conçu pour le lancement de fusées. Le Dongfang Hangtian Gang (en chinois port spatial de l'orient) est un navire de 22000 tonnes long de 162,5 mètres pour une largeur de 40 mètres. Il est basé à Haiyang dans la province du Shandong où se trouvent les installations d'assemblage de la fusée ainsi que des lanceurs Ceres-1, Jielong 3 et Longue Marche 11 H qui utilisent également cette plateforme de lancement.

## Vols réalisés et planifiés

### Vol inaugural
Le premier vol d'essai de Gravity-1, initialement prévu pour la seconde moitié de 2023, a eu lieu le 11 janvier 2024 à partir d'un navire en mer. Le lanceur place 3 satellites Yunyao 1 en orbite basse (478 à 499-km, inclinée à 49.99°). Ces satellites font partie d'une constellation de satellites météo. 10 lancements sont planifiés par l'entreprise chinoise en 2024 et 2025.

### Historique des vols
| Date            | Pas de tir                                   | Charge utile                                                                  | Masse | Orbite                | Commentaire |
| --------------- | -------------------------------------------- | ----------------------------------------------------------------------------- | ----- | --------------------- | ----------- |
| 11 janvier 2024 | Navire Dong Fang Hang Tian Gang en mer Jaune | 3 satellites météo : Yunyao 1 18 à 20 Maquette de vaisseau cargo d'OrienSpace | ?kg   | Orbite héliosynchrone | Succès      |